# University of Iowa
University of Iowa är ett delstatsägt forskningsuniversitet i Iowa, USA. Det tillhör gruppen av offentliga, högkvalitetsuniversitet med mycket hög akademisk standard - den så kallade Public Ivy-gruppen. Universitetet grundades 1847 som State University of Iowa, inte att förväxla med Iowa State University.
Huvudcampus är 7,7 km² stort och ligger i Iowa City i delstaten Iowa. Universitetet har omkring 30 000 studenter, och är efter Iowa State University delstatens näst största institution för högre utbildning.
Universitetet etablerade det första juristprogrammet väster om Mississippi, och använde TV i undervisningen som första lärosätet i USA (1932).

## Högskolor
- College of Liberal Arts & Sciences
- Tippie College of Business
- College of Engineering
- College of Pharmacy
- College of Education
- College of Nursing
- Graduate College
- College of Law
- Carver College of Medicine
- College of Dentistry
- College of Public Health